# Morpho epistrophus
Espèce
Morpho epistrophus est une espèce d'insectes lépidoptères (papillons) qui appartient à la famille des nymphalidés, sous-famille des Morphinae, à la tribu des Morphini et au genre Morpho.

## Dénomination
Morpho epistrophus a été décrit par Johan Christian Fabricius en 1796 sous le nom initial de Papilio epistrophus.
Synonyme : Morpho laertes.

### Sous-espèces

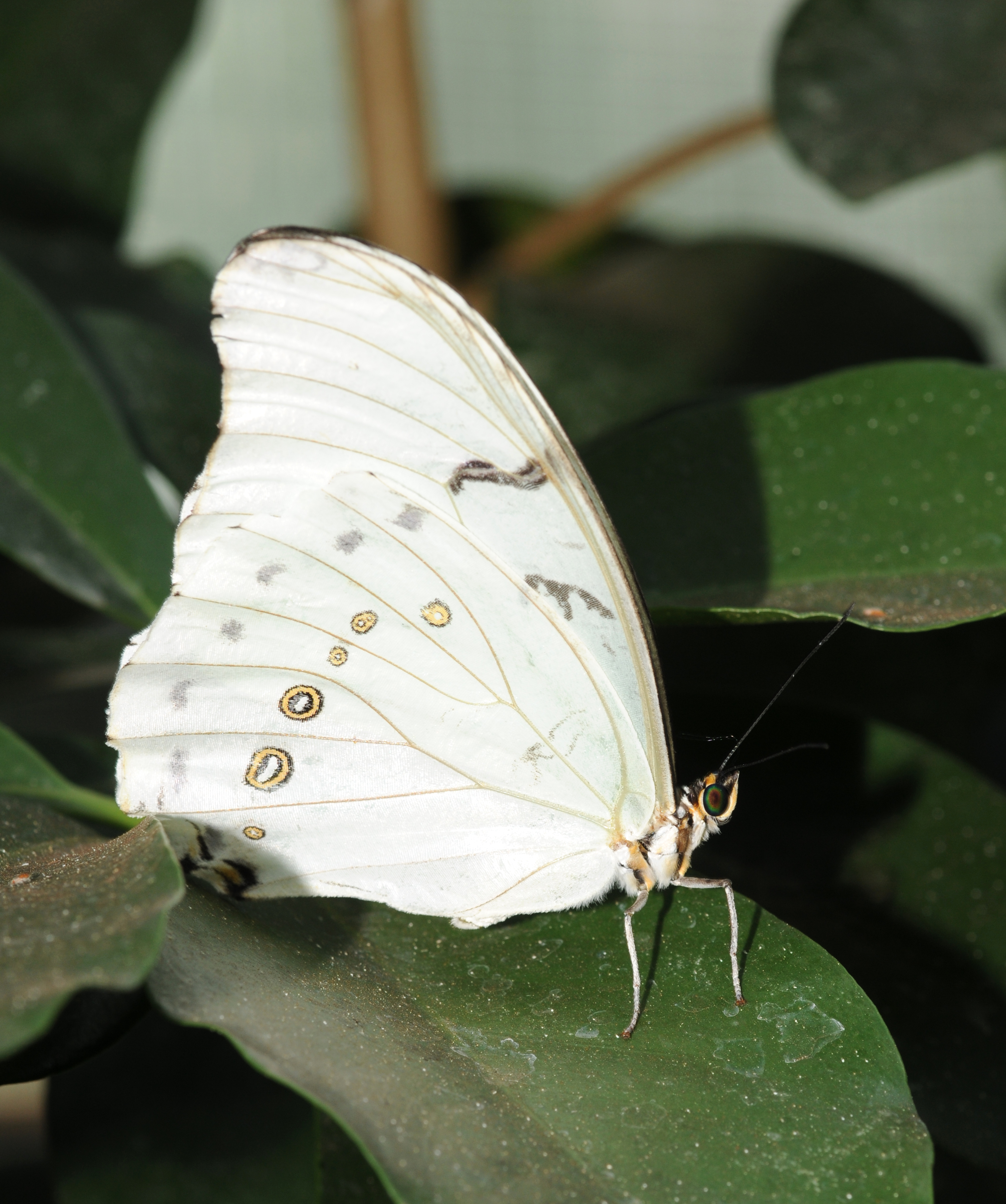
revers de Morpho epistrophus

- Morpho epistrophus epistrophus ; présent au Brésil.
- Morpho epistrophus argentinus Fruhstorfer, 1907 ; présent au Paraguay, en Argentine et au Brésil.
- Morpho epistrophus catenaria ou Morpho catenaria (Perry, 1811) ; présent au Brésil.
- Morpho epistrophus titei ou Morpho titei Le Moult & Réal, 1962 ; présent au Paraguay[1].

### Nom vernaculaire
Morpho epistrophus se nomme  White Morpho en anglais.

## Description
Morpho epistrophus est un grand papillon, au bord externe des ailes antérieures très légèrement concave. Le dessus des ailes est de couleur blanche avec une bande marron le long des 2/3 du bord costal des ailes antérieures se terminant en crochet, et une ligne submarginale de chevrons marron.
Le revers est semblable avec en plus une ligne d'ocelles marron, complète aux ailes postérieures, réduite à trois éléments aux ailes antérieures.

## Écologie et distribution
Morpho anaxibia est présent au Paraguay, en Argentine et au Brésil.

### Protection
Pas de statut de protection particulier.